# Premi BAFTA 1993
La 46ª edizione dei British Academy Film Awards, conferiti dalla British Academy of Film and Television Arts alle migliori produzioni cinematografiche del 1992, ha avuto luogo il 21 marzo 1993.

## Vincitori e cendidature

### Miglior film
- Casa Howard (Howards End), regia di James Ivory
- Ballroom - Gara di ballo (Strictly Ballroom), regia di Baz Luhrmann
- La moglie del soldato (The Crying Game), regia di Neil Jordan
- I protagonisti (The Player), regia di Robert Altman
- Gli spietati (Unforgiven), regia di Clint Eastwood

### Miglior film britannico
- La moglie del soldato (The Crying Game), regia di Neil Jordan

### Miglior film non in lingua inglese
- Lanterne rosse (Da hong deng long gao gao gua), regia di Zhang Yimou
- Gli amanti del Pont-Neuf (Les Amants du Pont-Neuf), regia di Leos Carax
- Delicatessen, regia di Jean-Pierre Jeunet e Marc Caro
- Europa Europa, regia di Agnieszka Holland

### Miglior regista
- Robert Altman – I protagonisti (The Player)
- Clint Eastwood – Gli spietati (Unforgiven)
- James Ivory – Casa Howard (Howards End)
- Neil Jordan – La moglie del soldato (The Crying Game)

### Miglior attore protagonista
- Robert Downey Jr. – Charlot
- Daniel Day-Lewis – L'ultimo dei Mohicani (The Last of the Mohicans)
- Stephen Rea – La moglie del soldato (The Crying Game)
- Tim Robbins – I protagonisti (The Player)

### Miglior attrice protagonista
- Emma Thompson – Casa Howard (Howards End)
- Judy Davis – Mariti e mogli (Husbands and Wives)
- Tara Morice – Ballroom - Gara di ballo (Strictly Ballroom)
- Jessica Tandy – Pomodori verdi fritti alla fermata del treno (Fried Green Tomatoes)

### Miglior attore non protagonista
- Gene Hackman – Gli spietati (Unforgiven)
- Jaye Davidson – La moglie del soldato (The Crying Game)
- Tommy Lee Jones – JFK - Un caso ancora aperto (JFK)
- Samuel West – Casa Howard (Howards End)

### Miglior attrice non protagonista
- Miranda Richardson – Il danno (Damage)
- Kathy Bates – Pomodori verdi fritti alla fermata del treno (Fried Green Tomatoes)
- Helena Bonham Carter – Casa Howard (Howards End)
- Miranda Richardson – La moglie del soldato (The Crying Game)

### Miglior sceneggiatura originale
- Woody Allen – Mariti e mogli (Husbands and Wives)
- Peter Chelsom – Il mistero di Jo Locke, il sosia e miss Britannia '58 (Hear My Song)
- Neil Jordan – La moglie del soldato (The Crying Game)
- David Webb Peoples – Gli spietati (Unforgiven)

### Miglior sceneggiatura non originale
- Michael Tolkin – I protagonisti
- Baz Luhrmann – Ballroom - Gara di ballo (Strictly Ballroom)
- Ruth Prawer Jhabvala – Casa Howard (Howards End)
- Oliver Stone – JFK - Un caso ancora aperto (JFK)

### Miglior fotografia
- Dante Spinotti – L'ultimo dei Mohicani (The Last of the Mohicans)
- Freddie Francis – Cape Fear - Il promontorio della paura (Cape Fear)
- Steve Mason – Ballroom - Gara di ballo (Strictly Ballroom)
- Tony Pierce-Roberts – Casa Howard (Howards End)

### Miglior scenografia
- Catherine Martin – Ballroom - Gara di ballo (Strictly Ballroom)
- Luciana Arrighi – Casa Howard (Howards End)
- Stuart Craig – Charlot
- Wolf Kroeger – L'ultimo dei Mohicani (The Last of the Mohicans)

### Miglior montaggio
- Joe Hutshing – JFK - Un caso ancora aperto (JFK)
- Jill Bilcock – Ballroom - Gara di ballo (Strictly Ballroom)
- Andrew Marcus – Casa Howard (Howards End)
- Geraldine Peroni – I protagonisti (The Player)
- Thelma Schoonmaker – Cape Fear - Il promontorio della paura (Cape Fear)

### Migliori costumi
- Catherine Martin – Ballroom - Gara di ballo (Strictly Ballroom)
- Jenny Beavan – Casa Howard (Howards End)
- John Mollo, Ellen Mirojnick – Charlot
- Elsa Zamparelli – L'ultimo dei Mohicani (The Last of the Mohicans)

### Miglior trucco
- Peter Robb-King – L'ultimo dei Mohicani (The Last of the Mohicans)
- Christine Beveridge – Casa Howard (Howards End)
- Wally Schneiderman – Charlot
- Stan Winston – Batman - Il ritorno (Batman Returns)

### Miglior sonoro
- Tod A. Maitland, Wylie Stateman, Michael D. Wilhoit, Michael Minkler, Gregg Landaker – JFK - Un caso ancora aperto (JFK)
- Antony Gray, Ben Osmo, Roger Savage, Ian McLoughlin, Phil Judd – Ballroom - Gara di ballo (Strictly Ballroom)
- Simon Kaye, Lon Bender, Larry Kemp, Paul Massey, Doug Hemphill, Mark Smith, Chris Jenkins – L'ultimo dei Mohicani (The Last of the Mohicans)
- Alan Robert Murray, Walter Newman, Rob Young, Les Fresholtz, Vern Poore, Rick Alexander – Gli spietati (Unforgiven)

### Migliori effetti speciali
- Michael Lantieri, Ken Ralston, Alec Gillis, Tom Woodruff Jr., Doug Chiang, Douglas Smythe – La morte ti fa bella (Death Becomes Her)
- Richard Edlund, George Gibbs, Alec Gillis, Tom Woodruff Jr. – Alien³
- Michael L. Fink, John Bruno, Craig Barron, Dennis Skotak – Batman - Il ritorno (Batman Returns)
- Randy Fullmer – La bella e la bestia (Beauty and the Beast)

### Migliore colonna sonora originale
- David Hirschfelder – Ballroom - Gara di ballo (Strictly Ballroom)
- John Altman – Il mistero di Jo Locke, il sosia e miss Britannia '58 (Hear My Song)
- Trevor Jones – L'ultimo dei Mohicani (The Last of the Mohicans)
- Alan Menken – La bella e la bestia (Beauty and the Beast)

### Miglior film di animazione
- Daumier's Law, regia di Geoff Dunbar
- A is for Autism, regia di Tim Webb
- Blindscape, regia di Stephen Palmer
- Soho Square, regia di Sue Paxton e Mario Cavalli

### Miglior cortometraggio
- Omnibus, regia di Sam Karman
- Deux ramoneurs chez une cantatrice, regia di Michel Cauléa
- Heart Songs, regia di Sue Clayton
- A Sense of History, regia di Mike Leigh